# Vibraction
Die Société Vibraction war ein französischer Automobilhersteller.

## Unternehmensgeschichte
Das Unternehmen hatte seinen Standort an der Rue de Matel 79 in Roanne. Tätig war das Unternehmen in der Zeit von 1996 bis 2005. Die Markennamen lauteten Tilbury und Pachiaudi.

## Modelle

### Tilbury Roadster
Dieses Modell wurde 1996 von Martin Automobiles übernommen. Der Roadster ähnelte Klassikern aus den 1930er Jahren. Die Technik basierte auf verschiedenen Renault-Modellen aus den 1980er Jahren.

### Pachiaudi Buggy-Bug
Dieses Modell wurde 1997 wurde Yves Pachiaudis Firma Pachiaudi übernommen. Es war ein 2+2-sitziger Buggy mit einem Rohrrahmen. Der Motor war im Heck montiert, der Kühler vorne. Als Standardmotor diente ein Turbodieselmotor von Renault mit 2100 cm³ Hubraum und 88 PS Leistung. Auf Wunsch konnten stärkere Motoren wie der VR6-Motor von Volkswagen mit 174 PS montiert werden. Allradantrieb kostete Aufpreis. Die Neupreise betrugen umgerechnet zwischen 35.000 DM für den Fronttriebler und 40.000 DM für den Allradler.